# Пісенний конкурс Євробачення 2015
Пісенний Конкурс Євробачення 2015 — 60-й щорічний Пісенний конкурс Євробачення, що пройшов в Австрії, після перемоги Кончіти Вурст на Пісенному конкурсі Євробачення 2014, що пройшов у Копенгагені, Данія. Місцем проведення було обрано «Вінер Штадтгалле» у столиці країни Відні. Переміг представник Швеції, Монс Сельмерлев із піснею «Heroes».

## Місце проведення
Потенційні міста — господарі наведені у таблиці. У червні вибули Клагенфурт і Лінц. Остаточний вибір було зроблено на користь Відня.
| Місто      | Місце проведення            | Місткість     | Примітки                                                                                                |
| ---------- | --------------------------- | ------------- | --- |
| Відень     | «Вінер Штадтгалле»          | 16,000        | З 1974 року тут щорічно проходить тенісний турнір Vienna Open                                           |
| Відень     | Messe Wien                  | 30.000        | |
| Грац       | «„Штадтгалле Грац“»         | 11.300        | Місце проведення чемпіонату Європи з гандболу 2010                                                      |
| Грац       | «Schwarzl Freizeit Zentrum» | 5,000         | |
| Інсбрук    | «„Олімпіагалле“»            | 10,000        | Місце проведення змагань з фігурного катання та хокею на Зимових олімпійських іграх 1964 та 1974 років. |
| Клагенфурт | Гіпо-Арена                  | 18,000–30,000 | Євро 2008                                                                                               |
| Лінц       | Brucknerhaus                | 1,420         | Музичні заходи.                                                                                         |

## Формат
Конкурс складатиметься з двох півфіналів та фіналу, тобто відбудеться у форматі, який використовується з 2008 року. Десять країн з найвищими балами з кожного півфіналу вийдуть до фіналу, де приєднаються до країни-господарки Австрії і п'яти держав-співзасновниць Євробачення (відомих як Велика п'ятірка): Великої Британії, Іспанії, Італії, Німеччини і Франції. 10 лютого стало відомо, що 27-м учасником фіналу стане Австралія.

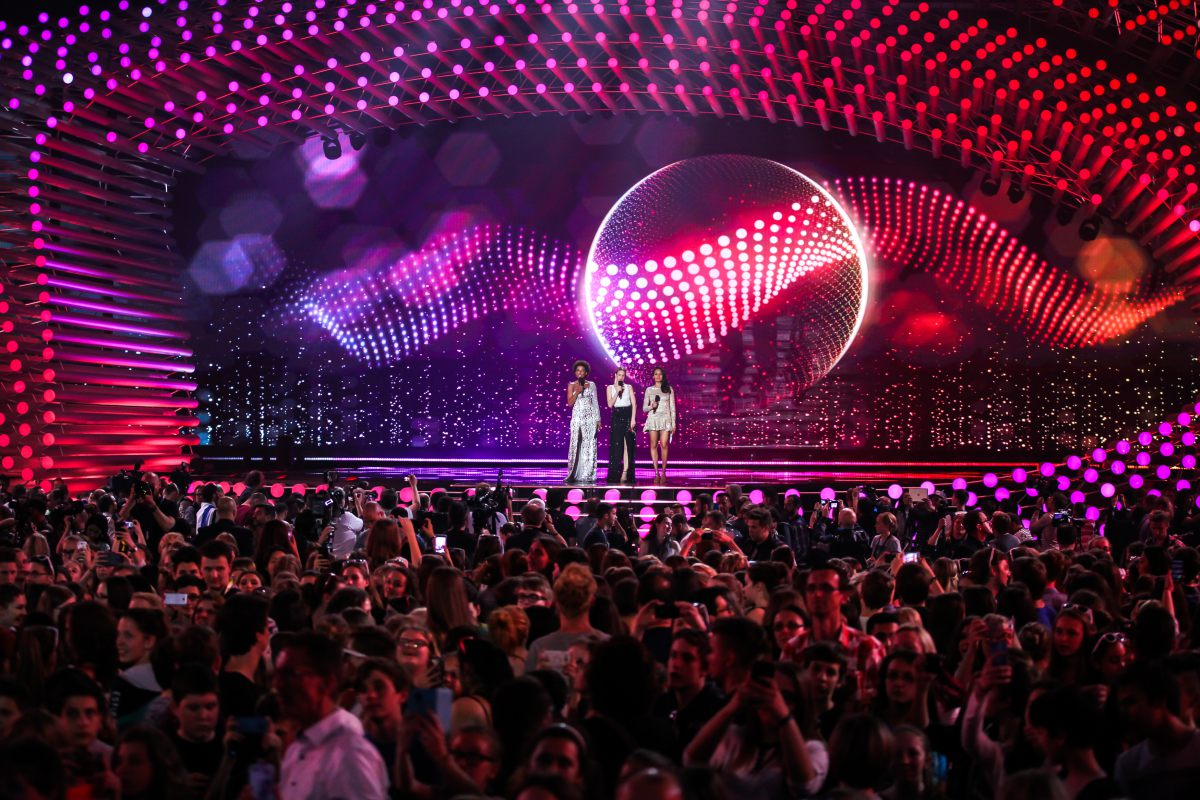
Ведучі конкурсу

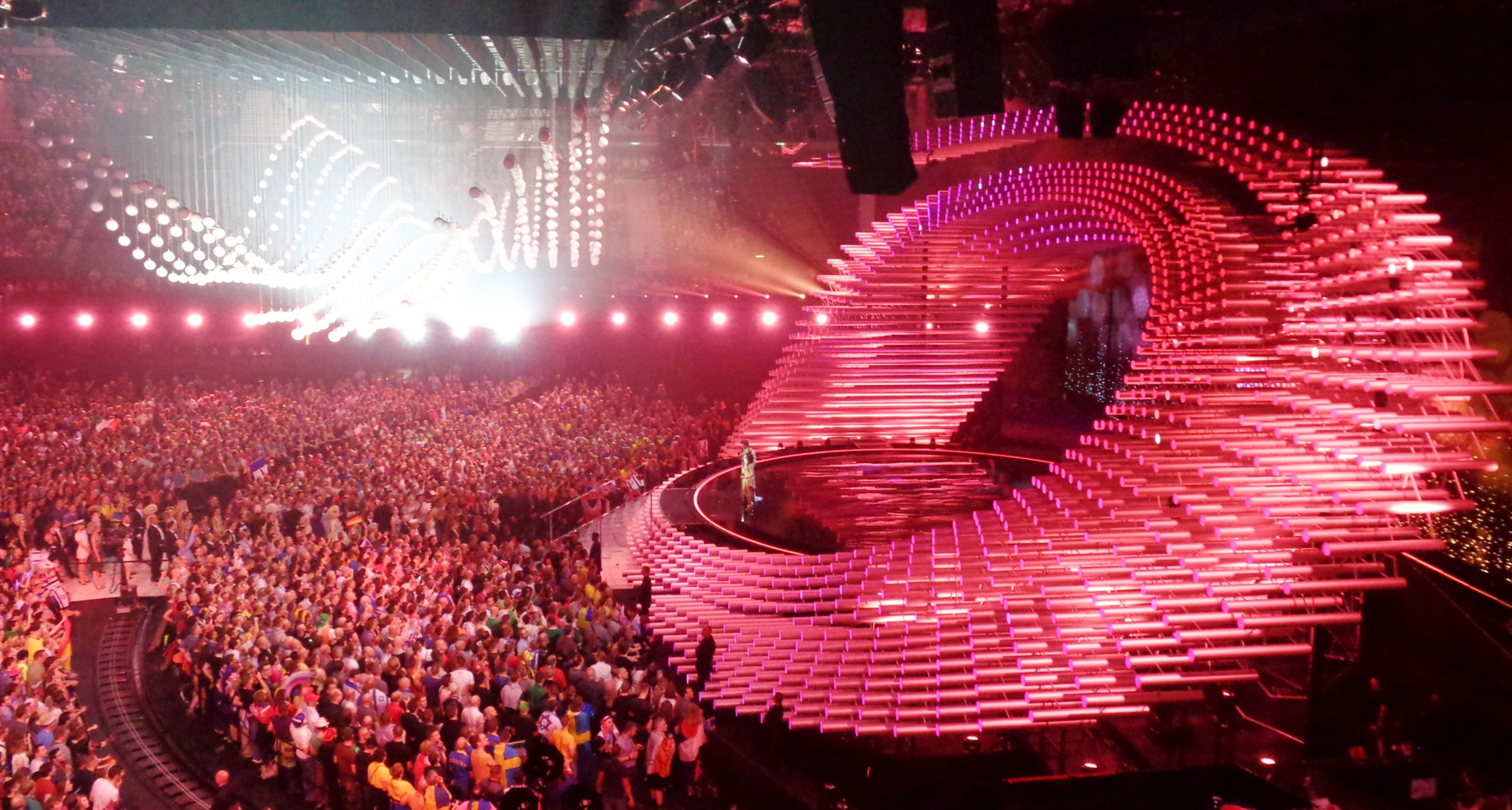
Сцена конкурсу

## Жеребкування
Розподіл на півфінали пройшов 26 січня 2015 року у Відні, де у загальній кількості 33 країни було розподілено на 2 півфінали з уточненням першої і другої їх половини. Також традиційно було визначено, у котрому півфіналі голосуватимуть прямі фіналісти. Для жеребкування країни було розміщено у п'яти кошиках.
| Кошик 1                                                                              | Кошик 2                                                               | Кошик 3                                                                | Кошик 4                                                        | Кошик 5                                                      |
| ------------------------------------------------------------------------------------ | --------------------------------------------------------------------- | ---------------------------------------------------------------------- | -------------------------------------------------------------- | ------------------------------------------------------------ |
| - Албанія - Північна Македонія - Мальта - Сербія - Словенія - Чорногорія - Швейцарія | - Данія - Естонія - Ісландія - Латвія - Норвегія - Фінляндія - Швеція | - Азербайджан - Білорусь - Вірменія - Грузія - Ізраїль - Литва - Росія | - Бельгія - Греція - Ірландія - Кіпр - Нідерланди - Сан-Марино | - Молдова - Польща - Португалія - Румунія - Угорщина - Чехія |

## Учасники

### Повернення
- Кіпр — раніше було повідомлено, що країна, можливо, повернеться до ювілею конкурсу . Пізніше, після невеликої перерви, кіпрський мовник CyBC остаточно підтвердив повернення на конкурс і провів відбірковий тур в столиці - Нікосії .
- Сербія — 14 серпня 2014 року сербський національний мовник РТС підтвердив свою участь в «Євробаченні 2015».
- Чехія — 19 листопада 2014 року чеський національний мовник підтвердив свою участь в «Євробаченні 2015».

### Дебют
- Австралія — 10 лютого 2015 року Європейська мовна спілка заявила, що Австралія як асоційований член Союзу візьме участь в конкурсі .

### Виконавці, що повернулись
- Азербайджан — Ельнур Гусейнов разом з Саміром Джавадзаде представляв Азербайджан на Євробаченні 2008 з піснею «Day After Day». Дует посів 8 місце у фіналі.

### Перший півфінал
| №  | Країна               | Мова                  | Виконавець                | Пісня                          | Переклад                | Бали | Місце |
| -- | -------------------- | --------------------- | ------------------------- | ------------------------------ | ----------------------- | ---- | ----- |
| 1  | Молдова              | англійська            | Едуард Романюта           | «I Want Your Love»             | «Я хочу твого кохання»  | 41   | 11    |
| 2  | Вірменія             | англійська            | Genealogy                 | «Face The Shadow»              | «Побачся з тінню»       | 77   | 7     |
| 3  | Бельгія              | англійська            | Лоїк Нотте                | «Rhythm Inside»                | «Ритм усередині»        | 149  | 2     |
| 4  | Нідерланди           | англійська            | Трейнт'є Остерхейс        | «Walk Along»                   | «Прогулянка поблизу»    | 33   | 14    |
| 5  | Фінляндія            | фінська               | Pertti Kurikan Nimipäivät | «Aina Mun Pitää»               | «Я повинен…»            | 13   | 16    |
| 6  | Греція               | англійська            | Марія Єлена Киріаку       | «One Last Breath»              | «Один останній подих»   | 81   | 6     |
| 7  | Естонія              | англійська            | Стіг Ряста і Еліна Борн   | «Goodbye To Yesterday»         | «Прощавай, учора»       | 105  | 3     |
| 8  | Республіка Македонія | англійська            | Даніель Каймакоскі        | «Autumn Leaves»                | «Осіннє листя»          | 28   | 15    |
| 9  | Сербія               | англійська            | Бояна Стаменов            | «Beauty Never Lies»            | «Краса ніколи не бреше» | 63   | 9     |
| 10 | Угорщина             | англійська            | Boggie                    | «Wars For Nothing»             | «Марні війни»           | 67   | 8     |
| 11 | Білорусь             | англійська            | Юзарі і Маймуна           | «Time»                         | «Час»                   | 39   | 12    |
| 12 | Росія                | англійська            | Поліна Гагаріна           | «A Million Voices»             | «Мільйон голосів»       | 182  | 1     |
| 13 | Данія                | англійська            | Anti Social Media         | «The Way You Are»              | «Така, яка ти є»        | 33   | 13    |
| 14 | Албанія              | англійська            | Ельгаїда Дані             | «I'm Alive»                    | «Я жива»                | 62   | 10    |
| 15 | Румунія              | румунська, англійська | Voltaj                    | «De La Capăt (All Over Again)» | «Спочатку знову»        | 89   | 5     |
| 16 | Грузія               | англійська            | Ніна Сублатті             | «Warrior»                      | «Воїн»                  | 98   | 4     |

У першому півфіналі також голосували:  Австралія,  Австрія,  Іспанія,  Франція.
| Перший півфінал Роздільні голоси телеглядачів/журі | Перший півфінал Роздільні голоси телеглядачів/журі | Перший півфінал Роздільні голоси телеглядачів/журі | Перший півфінал Роздільні голоси телеглядачів/журі | Перший півфінал Роздільні голоси телеглядачів/журі |
| Місце                                              | Телеглядачі                                        | Бали                                               | Журі                                               | Бали                                               |
| -------------------------------------------------- | -------------------------------------------------- | -------------------------------------------------- | -------------------------------------------------- | -------------------------------------------------- |
| 1                                                  | Росія                                              | 151                                                | Росія                                              | 167                                                |
| 2                                                  | Естонія                                            | 136                                                | Бельгія                                            | 151                                                |
| 3                                                  | Бельгія                                            | 124                                                | Греція                                             | 99                                                 |
| 4                                                  | Грузія                                             | 97                                                 | Грузія                                             | 95                                                 |
| 5                                                  | Румунія                                            | 96                                                 | Нідерланди                                         | 70                                                 |
| 6                                                  | Вірменія                                           | 90                                                 | Угорщина                                           | 70                                                 |
| 7                                                  | Сербія                                             | 86                                                 | Румунія                                            | 67                                                 |
| 8                                                  | Албанія                                            | 66                                                 | Білорусь                                           | 66                                                 |
| 9                                                  | Греція                                             | 61                                                 | Естонія                                            | 66                                                 |
| 10                                                 | Фінляндія                                          | 55                                                 | Албанія                                            | 61                                                 |
| 11                                                 | Угорщина                                           | 50                                                 | Данія                                              | 58                                                 |
| 12                                                 | Молдова                                            | 48                                                 | Вірменія                                           | 54                                                 |
| 13                                                 | Білорусь                                           | 32                                                 | Сербія                                             | 47                                                 |
| 14                                                 | Данія                                              | 23                                                 | Молдова                                            | 46                                                 |
| 15                                                 | Нідерланди                                         | 23                                                 | Північна Македонія                                 | 42                                                 |
| 16                                                 | Північна Македонія                                 | 22                                                 | Фінляндія                                          | 1                                                  |

### Другий півфінал
| №  | Країна      | Мова          | Виконавець                        | Пісня                          | Переклад                              | Бали | Місце |
| -- | ----------- | ------------- | --------------------------------- | ------------------------------ | ------------------------------------- | ---- | ----- |
| 1  | Литва       | англійська    | Моніка і Вайдас                   | «This Time»                    | «Цього разу»                          | 67   | 7     |
| 2  | Ірландія    | англійська    | Моллі Стерлінг                    | «Playing With Numbers»         | «Граю з номерами»                     | 35   | 12    |
| 3  | Сан-Марино  | англійська    | Мікеле Перніола і Аніта Сімончіні | «Chain of Lights»              | «Ланцюг світла»                       | 11   | 16    |
| 4  | Чорногорія  | чорногорська  | Кнез                              | «Adio»                         | «Прощавай»                            | 57   | 9     |
| 5  | Мальта      | англійська    | Ембер                             | «Warrior»                      | «Воїн»                                | 43   | 11    |
| 6  | Норвегія    | англійська    | Мерланд і Дебра Скарлетт          | «A Monster Like Me»            | «Монстр, як я»                        | 123  | 4     |
| 7  | Португалія  | португальська | Леонор Андраде                    | «Há Um Mar Que Nos Separa»     | «Є море, яке розділяє нас»            | 19   | 14    |
| 8  | Чехія       | англійська    | Марта Яндова і Вацлав Ноїд Барта  | «Hope Never Dies»              | «Надія ніколи не помирає»             | 33   | 13    |
| 9  | Ізраїль     | англійська    | Надав Гедж                        | «Golden Boy»                   | «Золотий хлопчик»                     | 151  | 3     |
| 10 | Латвія      | англійська    | Аміната                           | «Love Injected»                | «Ін'єкція кохання»                    | 155  | 2     |
| 11 | Азербайджан | англійська    | Ельнур Гусейнов                   | «Hour Of The Wolf»             | «Година вовка»                        | 53   | 10    |
| 12 | Ісландія    | англійська    | Марія Олафсдоттір                 | «Unbroken»                     | «Незламна»                            | 14   | 15    |
| 13 | Швеція      | англійська    | Монс Сельмерлев                   | «Heroes»                       | «Герої»                               | 217  | 1     |
| 14 | Швейцарія   | англійська    | Мелані Рене                       | «Time To Shine»                | «Час сяяти»                           | 4    | 17    |
| 15 | Кіпр        | англійська    | Янніс Караянніс                   | «One Thing I Should Have Done» | «Одна річ, яку я повинен був зробити» | 87   | 6     |
| 16 | Словенія    | англійська    | Maraaya                           | «Here For You»                 | «Тут для тебе»                        | 92   | 5     |
| 17 | Польща      | англійська    | Моніка Кушинська                  | «In The Name Of Love»          | «В ім'я кохання»                      | 57   | 8     |

У другому півфіналі також голосували:  Австралія,  Велика Британія,  Італія,  Німеччина.
| Другий півфінал Роздільні голоси телеглядачів/журі | Другий півфінал Роздільні голоси телеглядачів/журі | Другий півфінал Роздільні голоси телеглядачів/журі | Другий півфінал Роздільні голоси телеглядачів/журі | Другий півфінал Роздільні голоси телеглядачів/журі |
| Місце                                              | Телеглядачі                                        | Бали                                               | Журі                                               | Бали                                               |
| -------------------------------------------------- | -------------------------------------------------- | -------------------------------------------------- | -------------------------------------------------- | -------------------------------------------------- |
| 1                                                  | Швеція                                             | 195                                                | Швеція                                             | 208                                                |
| 2                                                  | Ізраїль                                            | 157                                                | Латвія                                             | 155                                                |
| 3                                                  | Латвія                                             | 116                                                | Норвегія                                           | 144                                                |
| 4                                                  | Польща                                             | 114                                                | Ізраїль                                            | 114                                                |
| 5                                                  | Норвегія                                           | 104                                                | Мальта                                             | 84                                                 |
| 6                                                  | Литва                                              | 98                                                 | Словенія                                           | 84                                                 |
| 7                                                  | Словенія                                           | 95                                                 | Ірландія                                           | 84                                                 |
| 8                                                  | Кіпр                                               | 80                                                 | Кіпр                                               | 76                                                 |
| 9                                                  | Чорногорія                                         | 58                                                 | Азербайджан                                        | 67                                                 |
| 10                                                 | Чехія                                              | 51                                                 | Литва                                              | 52                                                 |
| 11                                                 | Азербайджан                                        | 37                                                 | Чорногорія                                         | 47                                                 |
| 12                                                 | Мальта                                             | 32                                                 | Чехія                                              | 34                                                 |
| 13                                                 | Португалія                                         | 24                                                 | Португалія                                         | 23                                                 |
| 14                                                 | Ісландія                                           | 21                                                 | Швейцарія                                          | 15                                                 |
| 15                                                 | Сан-Марино                                         | 16                                                 | Ісландія                                           | 15                                                 |
| 16                                                 | Ірландія                                           | 14                                                 | Польща                                             | 10                                                 |
| 17                                                 | Швейцарія                                          | 6                                                  | Сан-Марино                                         | 6                                                  |

### Фінал
| №  | Країна          | Мова                  | Виконавець               | Пісня                          | Переклад                              | Зображення | Бали | Місце |
| -- | --------------- | --------------------- | ------------------------ | ------------------------------ | ------------------------------------- | ---------- | ---- | ----- |
| 10 | Швеція          | англійська            | Монс Сельмерлев          | «Heroes»                       | «Герої»                               |            | 365  | 1     |
| 25 | Росія           | англійська            | Поліна Гагаріна          | «A Million Voices»             | «Мільйон голосів»                     |            | 303  | 2     |
| 27 | Італія          | італійська            | Il Volo                  | «Grande Amore»                 | «Велике кохання»                      |            | 292  | 3     |
| 13 | Бельгія         | англійська            | Лоїк Нотте               | «Rhythm Inside»                | «Ритм усередині»                      |            | 217  | 4     |
| 12 | Австралія       | англійська            | Гай Себастіан            | «Tonight Again»                | «Цього вечора знову»                  |            | 196  | 5     |
| 19 | Латвія          | англійська            | Аміната                  | «Love Injected»                | «Кохання введене»                     |            | 186  | 6     |
| 04 | Естонія         | англійська            | Стіг Ряста і Еліна Борн  | «Goodbye To Yesterday»         | «Прощавай, учора»                     |            | 106  | 7     |
| 09 | Норвегія        | англійська            | Мерланд і Дебра Скарлетт | «A Monster Like Me»            | «Монстр, як я»                        |            | 102  | 8     |
| 03 | Ізраїль         | англійська            | Надав Гедж               | «Golden Boy»                   | «Золотий хлопець»                     |            | 97   | 9     |
| 08 | Сербія          | англійська            | Бояна Стаменов           | «Beauty Never Lies»            | «Краса ніколи не обманює»             |            | 53   | 10    |
| 23 | Грузія          | англійська            | Ніна Сублатті            | «Warrior»                      | «Воїн»                                |            | 51   | 11    |
| 24 | Азербайджан     | англійська            | Ельнур Гусейнов          | «Hour Of The Wolf»             | «Година вовка»                        |            | 49   | 12    |
| 16 | Чорногорія      | чорногорська          | Кнез                     | «Adio»                         | «Прощавай»                            |            | 44   | 13    |
| 01 | Словенія        | англійська            | Maraaya                  | «Here For You»                 | «Тут заради тебе»                     |            | 39   | 14    |
| 20 | Румунія         | румунська, англійська | Voltaj                   | «De La Capăt (All Over Again)» | «Спочатку»                            |            | 35   | 15    |
| 06 | Вірменія        | англійська            | Genealogy                | «Face The Shadow»              | «Побачся з тінню»                     |            | 34   | 16    |
| 26 | Албанія         | англійська            | Ельгаїда Дані            | «I'm Alive»                    | «Я жива»                              |            | 34   | 17    |
| 07 | Литва           | англійська            | Моніка і Вайдас          | «This Time»                    | «Цей час»                             |            | 30   | 18    |
| 15 | Греція          | англійська            | Марія Єлена Киріаку      | «One Last Breath»              | «Один останній подих»                 |            | 23   | 19    |
| 22 | Угорщина        | англійська            | Boggie                   | «Wars For Nothing»             | «Марні війни»                         |            | 19   | 20    |
| 21 | Іспанія         | іспанська             | Едурне                   | «Amanecer»                     | «Світанок»                            |            | 15   | 21    |
| 11 | Кіпр            | англійська            | Янніс Караянніс          | «One Thing I Should Have Done» | «Одна річ, яку я повинен був зробити» |            | 11   | 22    |
| 18 | Польща          | англійська            | Моніка Кушинська         | «In The Name Of Love»          | «В ім'я кохання»                      |            | 10   | 23    |
| 05 | Велика Британія | англійська            | Electro Velvet           | «Still In Love With You»       | «Все ще кохаю тебе»                   |            | 5    | 24    |
| 02 | Франція         | французька            | Ліза Анджелл             | «N'oubliez Pas»                | «Не забувайте»                        |            | 4    | 25    |
| 14 | Австрія         | англійська            | The Makemakes            | «I Am Yours»                   | «Я твій»                              |            | 0    | 26    |
| 17 | Німеччина       | англійська            | Анн Софі                 | «Black Smoke»                  | «Чорний дим»                          |            | 0    | 27    |

Легенда:
| Фінал Роздільні голоси телеглядачів/журі | Фінал Роздільні голоси телеглядачів/журі | Фінал Роздільні голоси телеглядачів/журі | Фінал Роздільні голоси телеглядачів/журі | Фінал Роздільні голоси телеглядачів/журі |
| Місце                                    | Телеглядачі                              | Бали                                     | Журі                                     | Бали                                     |
| ---------------------------------------- | ---------------------------------------- | ---------------------------------------- | ---------------------------------------- | ---------------------------------------- |
| 1                                        | Італія                                   | 366                                      | Швеція                                   | 353                                      |
| 2                                        | Росія                                    | 286                                      | Латвія                                   | 249                                      |
| 3                                        | Швеція                                   | 279                                      | Росія                                    | 234                                      |
| 4                                        | Бельгія                                  | 195                                      | Австралія                                | 224                                      |
| 5                                        | Естонія                                  | 144                                      | Бельгія                                  | 186                                      |
| 6                                        | Австралія                                | 132                                      | Італія                                   | 171                                      |
| 7                                        | Ізраїль                                  | 104                                      | Норвегія                                 | 163                                      |
| 8                                        | Латвія                                   | 100                                      | Ізраїль                                  | 80                                       |
| 9                                        | Албанія                                  | 93                                       | Кіпр                                     | 63                                       |
| 10                                       | Сербія                                   | 86                                       | Грузія                                   | 62                                       |
| 11                                       | Вірменія                                 | 75                                       | Естонія                                  | 56                                       |
| 12                                       | Румунія                                  | 69                                       | Словенія                                 | 48                                       |
| 13                                       | Грузія                                   | 52                                       | Чорногорія                               | 48                                       |
| 14                                       | Азербайджан                              | 48                                       | Азербайджан                              | 48                                       |
| 15                                       | Польща                                   | 47                                       | Австрія                                  | 40                                       |
| 16                                       | Литва                                    | 44                                       | Сербія                                   | 34                                       |
| 17                                       | Норвегія                                 | 43                                       | Литва                                    | 31                                       |
| 18                                       | Чорногорія                               | 34                                       | Греція                                   | 29                                       |
| 19                                       | Словенія                                 | 27                                       | Угорщина                                 | 29                                       |
| 20                                       | Іспанія                                  | 26                                       | Албанія                                  | 26                                       |
| 21                                       | Греція                                   | 24                                       | Франція                                  | 24                                       |
| 22                                       | Угорщина                                 | 21                                       | Німеччина                                | 24                                       |
| 23                                       | Кіпр                                     | 8                                        | Румунія                                  | 21                                       |
| 24                                       | Велика Британія                          | 7                                        | Вірменія                                 | 18                                       |
| 25                                       | Німеччина                                | 5                                        | Велика Британія                          | 12                                       |
| 26                                       | Франція                                  | 4                                        | Іспанія                                  | 8                                        |
| 27                                       | Австрія                                  | 0                                        | Польща                                   | 2                                        |

## Відмова від участі
- Андорра — представник національного мовника RTVA повідомив, що Андорра не повернеться на конкурс у 2015 році через фінансові проблеми.[7]
- Болгарія — представник національного мовника BNT повідомив, що Болгарія не повернеться на конкурс у 2015 році.[8]
- Боснія і Герцеговина — представник національного мовника BHRT повідомив, що Боснія і Герцеговина не повернеться на конкурс у 2015 році через фінансові проблеми.[9]
- Ліван — представник національного мовника Télé Liban повідомив, що Ліван не дебютує на конкурсі у 2015 році.[10]
- Ліхтенштейн — представник національного мовника 1 FL TV повідомив, що Ліхтенштейн не дебютує на конкурсі у 2015 році через те, що у компанії бракує коштів для членства в ЄМС.[11]
- Люксембург — представник національного мовника RTL повідомив, що Люксембург не повернеться на конкурс у 2015 році.[12]
- Марокко — представник національного мовника SNRT повідомив, що Марокко не повернеться на конкурс у 2015 році.[13]
- Монако — представник національного мовника TMC повідомив, що Монако не повернеться на конкурс у 2015 році.[14]
- Словаччина — представник національного мовника RTVS повідомив, що Словаччина не повернеться на конкурс у 2015 році через низькі результати країни у попередні роки і слабку зацікавленість з боку словацької громадськості.[15]
- Туреччина — представник національного мовника TRT повідомив, що Туреччина не планує повертатися на конкурс у 2015 році.[16] Країна не бере участі в конкурсі з 2013 року по причині протесту нинішньої системи голосування і статусу «Великої П'ятірки». Новими причинами для відмови країни стали поцілунок між представницею Фінляндії Крістою Сіегфрідс і бек-вокалісткою на конкурсі 2013 року, і перемога Кончити Вурст на конкурсі 2014 року. Варто відзначити, що Туреччина створила свій власний конкурс пісні серед тюркомовних країн під назвою «конкурс пісні Тюркбачення».
- Україна — Національна телекомпанія України, в двосторонній домовленості з Європейською мовною спілкою (ЄМС), вирішила відмовитися від участі в пісенному конкурсі Євробачення-2015. Таке рішення прийняте у зв'язку зі складною ситуацією в країні, необхідністю економити і переходом на громадське мовлення.[17]
- Хорватія — представник національного мовника HRT повідомив, що Хорватія не повернеться на конкурс у 2015 році.[18]